# Municipalité de Piran
La municipalité de Piran (slovène : Občina Piran ; italien : Comune di Pirano) est l'une des 211 villes slovènes qui ont le statut de municipalité. Située sur la riviera slovène, son siège est Piran

## Localités
La municipalité de Piran comprend les localités suivantes : 
- Dragonja
- Lucija
- Nova Vas nad Dragonjo
- Padna
- Parecag
- Portorož
- Seča
- Sečovlje
- Strunjan
- Sveti Peter

## Bilinguisme
La municipalité est bilingue ; le slovène et l'italien sont les langues officielles. Selon le recensement linguistique autrichien de 1910, dans les campagnes environnantes situées dans les limites de la municipalité, la population était mixte, à la fois italienne et slovène, avec certains villages (comme Sveti Peter et Padna) qui étaient presque entièrement slovènes, et d'autres (comme Sečovlje et Seča) qui étaient presque exclusivement italophones. Dans l'ensemble, 85,1 % de la population de la municipalité de Piran était italophone, et 15,2 % était slovène.